# Академик (кораб)
Вижте пояснителната страница за други значения на Академик.
„Академик“ е български научноизследователски кораб на Института по океанология „Проф. Фритьоф Нансен“ при Българска академия на науките във Варна.
Корабът е построен през 1979 г. Закупен е през 1984 г. и на 25 януари същата година е наименован „Академик“, а от 6 до 10 август се състои първата му научна мисия във водите на Черно море. След 1988 г. е преоборудван. Водоизместването му е 1225 тона, дължина – 55,5 m, ширина – 9,8 m, газене – 4,8 m, работна скорост – 9,5 възела, 22 души екипаж и 20 души научен състав, далечината на плаването е 7500 морски мили, а автономността – 35 дни.
Той е единственият български многоцелеви изследователски кораб. Оборудван е с научни лаборатории и устройства за мултидисциплинарни морски научни изследвания. Включен е в Европейската научна инфраструктура с район на плаване в Черно море. Оборудването му включва автономни, дистанционно управляеми и обитаеми подводни апарати, в това число двуместна подводница с механична ръка за вземане на проби, автономни и привързани измервателни сонди, устройства за вземане на проби, геофизични уреди и инструменти за разнообразни изследвания.
Извършвани са изследвания на температурата и солеността на черноморските води, химически изследвания и наблюдения, състоянието и биомасата на зоопланктона, фитопланктона и бентоса. Корабът участва в международни експедиции за проучване и екологичен контрол на състоянието на Черно море, най-вече на акваторията на България.